# Corecom Lazio
Il Corecom Lazio è organo funzionale dell'Autorità per le Garanzie nelle Comunicazioni ed è altresì organo di consulenza e di gestione della Regione Lazio in materia di sistemi convenzionali o informatici delle telecomunicazioni e radiotelevisivo.

## Descrizione
Il Corecom è composto da: a) il Presidente, dott.ssa Maria Cristina Cafini, nominato dal Presidente della Giunta Regionale, sentita la competente commissione consiliare permanente; b) quattro componenti designati dal Consiglio Regionale, in modo che sia garantito il ruolo delle opposizioni consiliari.
Il Corecom, al fine di assicurare le necessarie funzioni di governo, di garanzia e di controllo in tema di comunicazione demandate dall'articolo 1, comma 13 della L. n. 249/1997 in quanto funzionalmente organo dell'Autorità, è titolare di funzioni proprie e di funzioni delegate. 
Come funzioni proprie, il Corecom esercita quelle ad esso conferite dalla legislazione nazionale e regionale. Le funzioni originariamente delegate dall'Autorità per le garanzie nelle Comunicazioni sono invece: 1) la vigilanza in materia di tutela dei minori nell'ambito radiotelevisivo locale; 2) l'applicazione del diritto di rettifica nel sistema radiotelevisivo locale; 3) la vigilanza del rispetto della normativa sui sondaggi; 4) la vigilanza sulla par condicio nel sistema radiotelevisivo locale; 5) la conciliazione tra utenti e gestori telefonici e di pay tv. Su delega del Ministero dello Sviluppo Economico, Dipartimento Comunicazioni, il Corecom predispone le graduatoria delle emittenti televisive locali beneficiare delle provvidenze statali.
A partire dal 1º gennaio 2010, il Corecom Lazio svolge le seguenti ulteriori funzioni delegate dall'Autorità per le Garanzie nelle Comunicazioni: 6) la piena vigilanza in materia di esercizio dell'attività radiotelevisiva locale, mediante il monitoraggio delle trasmissioni dell'emittenza locale; 7) la tenuta del Registro degli operatori di comunicazione (ROC); 8) la decisione sulle controversie tra operatori ed utenti.

## Tutela dei minori
La tutela dei minori coinvolge il Corecom nella fase di raccolta delle denunce di utenti, associazioni o organizzazioni che intendano segnalare presunte violazioni alla normativa che regola il rapporto tra i minori e la programmazione radiotelevisiva locale.
Il Corecom ha il compito di ricevere la segnalazione, verificare la fondatezza dei fatti contestati e fare una relazione articolata da trasmettere, in caso di violazione, al Dipartimento garanzie e contenzioso dell'Autorità per le Garanzie nelle Comunicazioni.
Nel caso in cui le verifiche si concludano con l'infondatezza dei fatti segnalati, il Corecom archivia la denuncia. Nel caso di denunce generiche o manifestamente infondate, il Corecom ne dispone l'archiviazione.

## Diritto di rettifica
Il diritto di rettifica consiste nella facoltà da parte dei soggetti di cui siano state pubblicate immagini o ai quali siano stati attribuiti atti, pensieri, affermazioni, dichiarazioni, contrari a verità di richiedere al concessionario privato o alla concessionaria pubblica la diffusione di proprie dichiarazioni di replica, in condizioni paritarie rispetto alle notizie pubblicate.
Le competenze del Corecom in materia di rettifica riguardano esclusivamente il settore radiotelevisivo regionale. Non possono essere presentate al Corecom istanze di rettifica riguardanti il settore della carta stampata.

## Diffusione dei sondaggi
Il Corecom ha il compito di vigilare sul rispetto della normativa che riguarda la pubblicazione e la diffusione dei sondaggi sui mezzi di comunicazione di massa in ambito locale.
L'attività di vigilanza del Corecom sui sondaggi si esplica nell'esercizio sia di un monitoraggio attivo, sia su segnalazione proveniente da utenti, associazioni e organizzazioni che abbiano ravvisato una violazione della normativa.

## Par condicio
Il Corecom, in qualità di organo funzionale dell'Autorità per le Garanzie nelle Comunicazioni (ai sensi dell'articolo 1, comma 13, della legge 31 luglio 1997, n. 249 e successivo art. 13, co. 1 del decreto legislativo n. 177 del 2005 - Testo Unico della radiotelevisione), ha, tra le varie funzioni, quella di vigilare sul rispetto, da parte delle emittenti radiotelevisive locali, della normativa in materia di “par condicio” in periodo elettorale. 
In periodo elettorale, alla citata normativa di riferimento si aggiunge la vigilanza ed il controllo sulle disposizioni di attuazione dettate dalle delibere della Commissione parlamentare per l'indirizzo generale e la vigilanza dei servizi radiotelevisivi per la Rai regionale e da quelle dell'Autorità per le Garanzie nelle Comunicazioni per le emittenti radiotelevisive locali.

## Conciliazioni telefonia e pay tv
Sempre su delega dell'Autorità per le Garanzie nelle Comunicazioni, il Corecom svolge la conciliazione delle controversie in materia di telecomunicazioni per risolvere le controversie tra utenti e operatori delle telecomunicazioni. Gli utenti (persone fisiche o giuridiche) e gli enti gestori del servizio di telecomunicazioni, che lamentano la violazione di un proprio diritto o interesse, prima di avviare una causa in sede giudiziaria, devono promuovere un tentativo di conciliazione dinanzi al Corecom.
La procedura presso il Corecom è l'unica completamente gratuita e il verbale di conciliazione ha valore immediatamente esecutivo.

## Contributi alle emittenti locali
Ogni anno il Corecom predispone le graduatoria delle emittenti televisive locali beneficiare delle provvidenze statali previste dall'art. 45, comma 3, della Legge 23 dicembre 1998 n. 448.
L'attribuzione del punteggio a ciascuna emittente avviene sulla base del D.M. n. 292/2004 “Regolamento per la concessione alle emittenti locali dei benefici previsti dall'art. 45, comma 3 della Legge 448/1998” e sulla base dello specifico “Bando di concorso” emanato annualmente dal Ministero delle Comunicazioni.